# 아벨 (프로그래밍 언어)
아벨(ABEL, Advanced Boolean Expression Language)은 하드웨어 기술 언어의 하나이자 프로그래머블 논리 소자 (PLD)를 프로그래밍하는데 사용되는 프로그래밍 언어와 관련된 설계 도구이다. 1983년에 워싱턴 레드몬드(Redmond)에 있는 데이터 I/O(Data I/O)에서 개발되었다. 아벨은 동시에 실행되는 연산, 진리표 논리 연산, 순차적 상태 머신을 모두 지원하며, DEC의 Macro-11에 기반한 전처리기도 지원한다.
아벨은 논리를 기술하기 위해 사용되며, 또한 컴파일 되고 퓨즈맵된 PLD 프로그램 데이터와 같이 하드웨어 프로그래머에 다운로드 할 수 있는 테스트 벡터(입력과 기대되는 출력의 패턴)를 생성하는 데도 사용한다.
동일한 시대에 발명된 PLD 설계 언어로는 CUPL과 PALASM이 있다. 하지만 더 큰 FPGA의 출현으로 PLD 언어는 인기를 잃고 VHDL이나 베릴로그 같은 하드웨어 기술 언어 (HDL)가 인기를 얻게 된다. 그럼에도 불구하고 아벨은 전 세계 수천 개의 PLD 프로그래머에 의해 앞으로 20년은 계속 사용될 것으로 전망된다. 원래의 아벨 개발은 이규열 박사(Dr. Kyu Y. Lee)의 지도하에 메어리 베일리 (Mary Bailey), 비욘 벤슨 (Bjorn Benson), 월터 브라이트 (Walter Bright), 마이클 홀리 (Michael Holley), 촬스 올리비에 (Charles Olivier), 데이빋 펠러린(David Pellerin)이 포함된다. 일련의 획득을 통하여, 현재 아벨은 자이링스(Xilinx) 회사가 소유하고 있다.